# Belgische kampioenschappen atletiek 1977
De Belgische kampioenschappen atletiek 1977 alle Categorieën vonden, voor zowel de mannen als de vrouwen, plaats op 8, 9 en 10 juli in Brussel.

## Uitslagen

### 100 m
| rang   | atleet            | prestatie |
| ------ | ----------------- | --------- |
| Goud   | Lambert Micha     | 10,39 s   |
| Zilver | Frank Verhelst    | 10,55 s   |
| Brons  | Ronald Desruelles | 10,62 s   |

| rang   | atlete         | prestatie |
| ------ | -------------- | --------- |
| Goud   | Lea Alaerts    | 11,44 s   |
| Zilver | Karin Verguts  | 11,59 s   |
| Brons  | Katrien Hoerée | 11,84 s   |

### 200 m
| rang   | atleet          | prestatie |
| ------ | --------------- | --------- |
| Goud   | Lambert Micha   | 20,93 s   |
| Zilver | Fons Brydenbach | 20,99 s   |
| Brons  | Danny Roelandt  | 21,58 s   |

| rang   | atlete        | prestatie |
| ------ | ------------- | --------- |
| Goud   | Lea Alaerts   | 23,14 s   |
| Zilver | Karin Verguts | 23,29 s   |
| Brons  | Rosine Wallez | 23,90 s   |

### 400 m
| rang   | atleet          | prestatie |
| ------ | --------------- | --------- |
| Goud   | Fons Brydenbach | 45,75 s   |
| Zilver | Eddy De Leeuw   | 47,06 s   |
| Brons  | Henry Hermans   | 47,30 s   |

| rang   | atlete        | prestatie |
| ------ | ------------- | --------- |
| Goud   | Rosine Wallez | 53,24 s   |
| Zilver | Magda Present | 54,26 s   |
| Brons  | Regine Berg   | 55,09 s   |

### 800 m
| rang   | atleet         | prestatie |
| ------ | -------------- | --------- |
| Goud   | Tony Goovaerts | 1.51,0    |
| Zilver | Marc Nevens    | 1.51,2    |
| Brons  | Guy Tondeur    | 1.51,6    |

| rang   | atlete                | prestatie |
| ------ | --------------------- | --------- |
| Goud   | Bernadette Van Roy    | 2.04,0    |
| Zilver | Anne-Marie Van Nuffel | 2.04,3    |
| Brons  | Rita Thijs            | 2.04,8    |

### 1500 m
| rang   | atleet            | prestatie |
| ------ | ----------------- | --------- |
| Goud   | Marc Nevens       | 3.42,5    |
| Zilver | Herman Mignon     | 3.42,9    |
| Brons  | Armand Parmentier | 3.43,5    |

| rang   | atlete             | prestatie |
| ------ | ------------------ | --------- |
| Goud   | Geertje Meersseman | 4.16,2    |
| Zilver | Bernadette Van Roy | 4.17,7    |
| Brons  | Rita Thijs         | 4.18,7    |

### 5000 m/3000 m
| rang   | atleet          | prestatie |
| ------ | --------------- | --------- |
| Goud   | Paul Thys       | 14.00,6   |
| Zilver | Willy Polleunis | 14.02,1   |
| Brons  | Guy Marzée      | 14.02,9   |

| rang   | atlete             | prestatie |
| ------ | ------------------ | --------- |
| Goud   | Sonja Castelein    | 9.24,9    |
| Zilver | Geertje Meersseman | 9.25,1    |
| Brons  | Marleen Mols       | 9.31,2    |

### 10.000 m
| rang   | atleet          | prestatie |
| ------ | --------------- | --------- |
| Goud   | Frank Grillaert | 29.26,28  |
| Zilver | Guy Marzée      | 29.28,13  |
| Brons  | Eddy Rombaux    | 29.31,28  |

### 110 m horden/100 m horden
| rang   | atleet            | prestatie |
| ------ | ----------------- | --------- |
| Goud   | André Fridenbergs | 14,2 s    |
| Zilver | Claude Raspé      | 14,4 s    |
| Brons  | Luc Carlier       | 14,5 s    |

| rang   | atlete              | prestatie |
| ------ | ------------------- | --------- |
| Goud   | Anne-Marie Pira     | 14,05 s   |
| Zilver | Anne Van Rensbergen | 14,38 s   |
| Brons  | Hilde D’Hoker       | 14,60 s   |

### 400 m horden
| rang   | atleet                  | prestatie |
| ------ | ----------------------- | --------- |
| Goud   | Jean-Pierre Borlée      | 53,73 s   |
| Zilver | Willy Vandenwijngaerden | 54,22 s   |
| Brons  | Guy Darquennes          | 54,54 s   |

| rang   | atlete         | prestatie |
| ------ | -------------- | --------- |
| Goud   | Chris Staut    | 1.00,81   |
| Zilver | Anne Michel    | 1.01,85   |
| Brons  | Nadine Degheus | 1.03,03   |

### 3000 m steeple
| rang   | atleet                | prestatie |
| ------ | --------------------- | --------- |
| Goud   | Paul Thys             | 8.34,9    |
| Zilver | Johan Van Leirsberghe | 8.37,8    |
| Brons  | Guido Ceunen          | 8.43,2    |

### Verspringen
| rang   | atleet            | prestatie         |
| ------ | ----------------- | ----------------- |
| Goud   | Ronald Desruelles | 8,07 m (+2,2 m/s) |
| Zilver | Freddy Herbrand   | 7,32 m (-0,2 m/s) |
| Brons  | Pierre Tefnin     | 7,15 m (+0,4 m/s) |

| rang   | atlete            | prestatie |
| ------ | ----------------- | --------- |
| Goud   | Nadine Marloye    | 6,04 m    |
| Zilver | Maritza De Voeght | 6,00 m    |
| Brons  | Rosanne Corneille | 5,92 m    |

### Hink-stap-springen
| rang   | atleet            | prestatie |
| ------ | ----------------- | --------- |
| Goud   | Luc Carlier       | 15,56 m   |
| Zilver | Dominique Rolland | 15,03 m   |
| Brons  | Albert Van Hoorn  | 14,92 m   |

### Hoogspringen
| rang   | atleet             | prestatie |
| ------ | ------------------ | --------- |
| Goud   | Guy Moreau         | 2,21 m    |
| Zilver | William Nachtegael | 2,14 m    |
| Brons  | Paul De Preter     | 2,08 m    |

| rang   | atlete          | prestatie |
| ------ | --------------- | --------- |
| Goud   | Anne-Marie Pira | 1,80 m    |
| Zilver | Chris Soetewey  | 1,77 m    |
| Brons  | Hilde D’Hoker   | 1,72 m    |

### Polsstokhoogspringen
| rang   | atleet               | prestatie |
| ------ | -------------------- | --------- |
| Goud   | Elie Van Vlierberghe | 4,90 m    |
| Zilver | Emile Dewil          | 4,90 m    |
| Brons  | Jean-Marc Jacques    | 4,80 m    |

### Kogelstoten
| rang   | atleet             | prestatie |
| ------ | ------------------ | --------- |
| Goud   | Georges Schroeder  | 19,07 m   |
| Zilver | Robert Van Schoor  | 16,77 m   |
| Brons  | Bertrand De Decker | 15,70 m   |

| rang   | atlete                  | prestatie |
| ------ | ----------------------- | --------- |
| Goud   | Brigitte De Leeuw       | 13,65 m   |
| Zilver | Marie-Christine Cauchie | 12,45 m   |
| Brons  | Eva Tomanek             | 12,34 m   |

### Discuswerpen
| rang   | atleet             | prestatie |
| ------ | ------------------ | --------- |
| Goud   | Georges Schroeder  | 55,62 m   |
| Zilver | Robert Van Schoor  | 54,54 m   |
| Brons  | Bertrand De Decker | 51,22 m   |

| rang   | atlete                  | prestatie |
| ------ | ----------------------- | --------- |
| Goud   | Maggy Wauters           | 50,78 m   |
| Zilver | Rita Beyens             | 44,98 m   |
| Brons  | Marie-Christine Cauchie | 43,86 m   |

### Speerwerpen
| rang   | atleet            | prestatie |
| ------ | ----------------- | --------- |
| Goud   | Lode Wyns         | 71,70 m   |
| Zilver | Tony Duchateau    | 70,14 m   |
| Brons  | Christian Maigret | 65,22 m   |

| rang   | atlete             | prestatie |
| ------ | ------------------ | --------- |
| Goud   | Leen Wuyts         | 50,90 m   |
| Zilver | Gaby Grotenclaes   | 50,40 m   |
| Brons  | Françoise Lheureux | 43,76 m   |

### Hamerslingeren
| rang   | atleet          | prestatie |
| ------ | --------------- | --------- |
| Goud   | Jacques Mortier | 55,50 m   |
| Zilver | François Hoste  | 53,98 m   |
| Brons  | Robert Lavigne  | 49,50 m   |

1889 · 
1890 · 
1891 · 
1892 · 
1893 · 
1894 · 
1895 · 
1896 · 
1897 · 
1898 · 
1899 · 
1900 · 
1901 · 
1902 · 
1903 · 
1904 · 
1905 · 
1906 ·
1907 ·
1908 · 
1909 · 
1910 · 
1911 · 
1912 · 
1913 · 
1914 · 
1919 · 
1920 · 
1921 · 
1922 · 
1923 · 
1924 · 
1925 · 
1926 · 
1927 · 
1928 · 
1929 · 
1930 · 
1931 · 
1932 · 
1933 · 
1934 · 
1935 · 
1936 · 
1937 · 
1938 · 
1939 · 
1940 · 
1941 · 
1942 · 
1943 · 
1944 · 
1945 · 
1946 · 
1947 · 
1948 · 
1949 · 
1950 · 
1951 · 
1952 · 
1953 · 
1954 · 
1955 · 
1956 · 
1957 · 
1958 · 
1959 · 
1960 · 
1961 · 
1962 · 
1963 · 
1964 · 
1965 · 
1966 · 
1967 · 
1968 · 
1969 · 
1970 · 
1971 · 
1972 · 
1973 · 
1974 · 
1975 · 
1976 · 
1977 · 
1978 · 
1979 · 
1980 · 
1981 · 
1982 · 
1983 · 
1984 · 
1985 · 
1986 · 
1987 · 
1988 · 
1989 · 
1990 · 
1991 · 
1992 · 
1993 · 
1994 ·
1995 · 
1996 · 
1997 · 
1998 · 
1999 · 
2000 · 
2001 · 
2002 · 
2003 · 
2004 · 
2005 · 
2006 · 
2007 · 
2008 · 
2009 · 
2010 · 
2011 · 
2012 · 
2013 · 
2014 · 
2015 · 
2016 · 
2017 · 
2018 · 
2019 · 
2020 · 
2021 · 
2022 · 
2023 · 
2024